# Kakoutsa Tcholokhachvili
Kakoutsa Tcholokhachvili (ქაქუცა ჩოლოყაშვილი dit  ქაიხოსრო en géorgien), né le 14 juillet 1888 et mort le 27 juin 1930, était un officier de l’armée impériale russe, de l'armée géorgienne et un commandant de mouvement de guérilla antisoviétique : il est considéré comme un héros national en Géorgie. 
Né dans une famille noble, il rejoint l'armée russe pendant la Première Guerre mondiale et obtient différentes décorations. Après le retour à l’indépendance de son pays, en 1918, il sert dans les rangs de l’armée la République démocratique de Géorgie. Devant l’invasion du territoire géorgien par les armées de la Russie soviétique,  en 1921, il prend le maquis avec un groupe de partisans dans les montagnes dominant la Kakhétie et mène une campagne de guérilla contre les autorités soviétiques. En août 1924, le soulèvement national échoue, et il parvient avec une poignée de fidèles à gagner la Turquie, puis la France. Il meurt de tuberculose, en 1930, et est inhumé au carré géorgien du cimetière de Leuville-sur-Orge ; sa sépulture est transférée, en 2005, au Panthéon de Mtatsminda, à  Tbilissi, lors de funérailles nationales.

## Biographie

### Les années de l’Empire russe
Kakoutsa Tcholokhachvili naît dans la famille du Prince Ioseb Tcholokhachvili, à Matani, dans la province orientale de Kakhétie. Il fréquente le lycée de la noblesse à Tiflis. En 1909, il est enrôlé dans l'armée russe et sert dans le 16e régiment de dragons de Tver. En 1912, il reçoit le grade de Lieutenant-colonel.
Avec le déclenchement de la Première Guerre mondiale, en 1914,  il est rappelé dans le  service actif et est affecté à un escadron de cavalerie sur le front austro-hongrois. Blessé, il est  transféré dans le Caucase et y rejoint ensuite le front. En décembre, il se distingue à la bataille de Sarikamish à la tête d’un escadron de cavalerie, sous les ordres  du général Vassili Gabachvili, et prend une fortification stratégique appelée Le Nid d’Aigle malgré une défense acharnée des troupes ottomanes : il y est grièvement blessé et suit un traitement à l’hôpital Sainte-Nino de Tiflis. 
De 1915 à 1917, il retrouve un escadron géorgien de cavalerie, sous les ordres du général Baratov, et participe à la campagne de Perse, en coordination avec les troupes de la Triple-Entente,.

### Les années de la République démocratique de Géorgie
Il s’implique dans le mouvement national pour l’indépendance, en proximité du Parti national-démocrate, et à partir de mai 1918 participe à l’organisation d’unités de cavalerie tant dans la Garde nationale que dans l’armée régulière. Il combat sur différents fronts, devant les menaces extérieures, arméniennes (décembre 1918-janvier 1919, conflit de frontières), russes blanches (février-octobre 1919, Sotchi) et ottomanes (février-mars 1920, Batoumi), ou intérieures (novembre et décembre 1919, insurrection pro-bolchévique, Gori). 
Les relations difficiles entre le 3e gouvernement de la République démocratique de Géorgie  (homogène social-démocrate, parfois enclin à sous-évaluer la menace soviétique et à privilégier la Garde nationale vis-à-vis de l’armée régulière) et les cadres supérieurs de cette dernière (formés pour la plupart dans les écoles militaires de l’armée impériale russe) le font quitter les rangs militaires, comme un certain nombre de ses collègues.
En mars 1921, après l’invasion de la Géorgie par les armées de la Russie soviétique et l’exil à l’étranger des autorités politiques, il décide de rester dans son pays et d’organiser clandestinement la résistance.

### Les années de résistance à l’occupation soviétique
Il rejoint la Kakhétie et rassemble des partisans, appelés les Conjurés  (შეფიცულთა რაზმი, Shepitsoula Razmi), en vue d’actions militaires contre l’Armée rouge. En février 1922, il est arrêté par la police politique soviétique, la Tchéka, mais réussit à s’échapper grâce à des complicités. Il gagne les montagnes dominant la région, en particulier les gorges de Pankissi, pour y établir une base de repli et continue ses attaques militaires. Devant l’intervention de l’artillerie et des avions soviétiques, le groupe prend le chemin de la Tchétchénie jusqu’en 1924,,.   
Le 29 août, il attaque les forces de l’Armée rouge stationnées à Manglissi aux approches sud-ouest de Tiflis et ne parvient pas à prendre le contrôle de la ville : il trouve des fortifications sur toutes les positions stratégiques autour de la capitale car les troupes soviétiques ont appris le projet d'insurrection par la police secrète et joué du manque de coordination des insurgés (les provinces de l'Est sont passées à l'action un jour plus tôt). Kakoutsa Tcholokhachvili replie ses cavaliers vers le Nord et prend par surprise la ville de Doucheti. Mais l'échec du Soulèvement est patent. Il manque à plusieurs reprises d’être arrêté. En septembre 1924, avec une poignée de fidèles, il traverse clandestinement la Géorgie du Nord au Sud et part pour l'exil via la Turquie. 
Sa femme et sa fille sont emprisonnées. Son beau-père est exécuté. Son frère avait été tué au combat.

### Les années d’exil

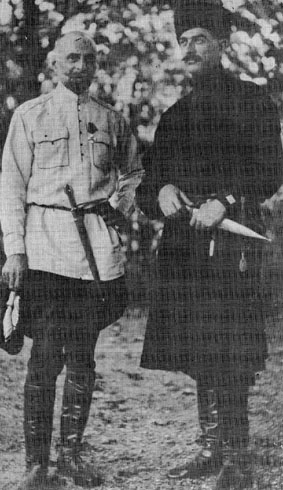
Guiorgui Kvinitadzé et Kakoutsa Tcholokhachvili.

Contrairement à certains officiers supérieurs géorgiens qui avaient gagné la Pologne en 1922 et s’étaient intégrés à l’armée polonaise grâce au soutien du général Józef Piłsudski, Kakoutsa Tcholokhachvili prend le chemin de la France, où il retrouve l’un de ses commandants en chef, le général  Guiorgui Kvinitadzé.
Peu enclin à soutenir les dirigeants géorgiens sociaux-démocrates réfugiés à Leuville-sur-Orge, il se joint aux critiques des leaders nationaux-démocrates géorgiens  sur l’action du 3e gouvernement de la République démocratique de Géorgie, en situation et en exil. Une désinformation qui aurait été lancée par des agents secrets soviétiques infiltrés dans l’émigration géorgienne, désinformation vraie ou fausse, lui attribue en 1927 le projet d’assassiner les deux chefs de gouvernement successifs de cette république, Noé Ramichvili et Noé Jordania : la police française l’arrête mais il est relâché faute de charges. 
Il meurt de tuberculose, en 1930, au sanatorium de Plaz-Coutant, à Passy (Haute-Savoie), est d’abord inhumé au cimetière de Saint-Ouen, puis transféré à celui de Leuville-sur-Orge,

## Héritage

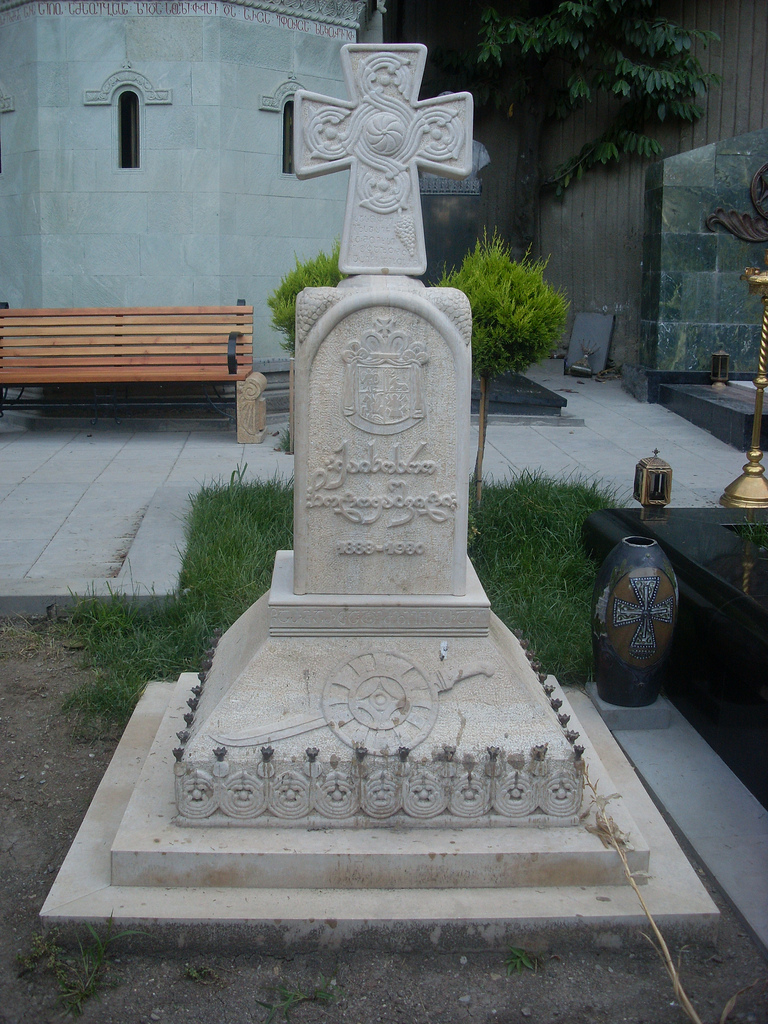
La tombe de Kakoutsa Tcholokhachvili à Tbilissi.

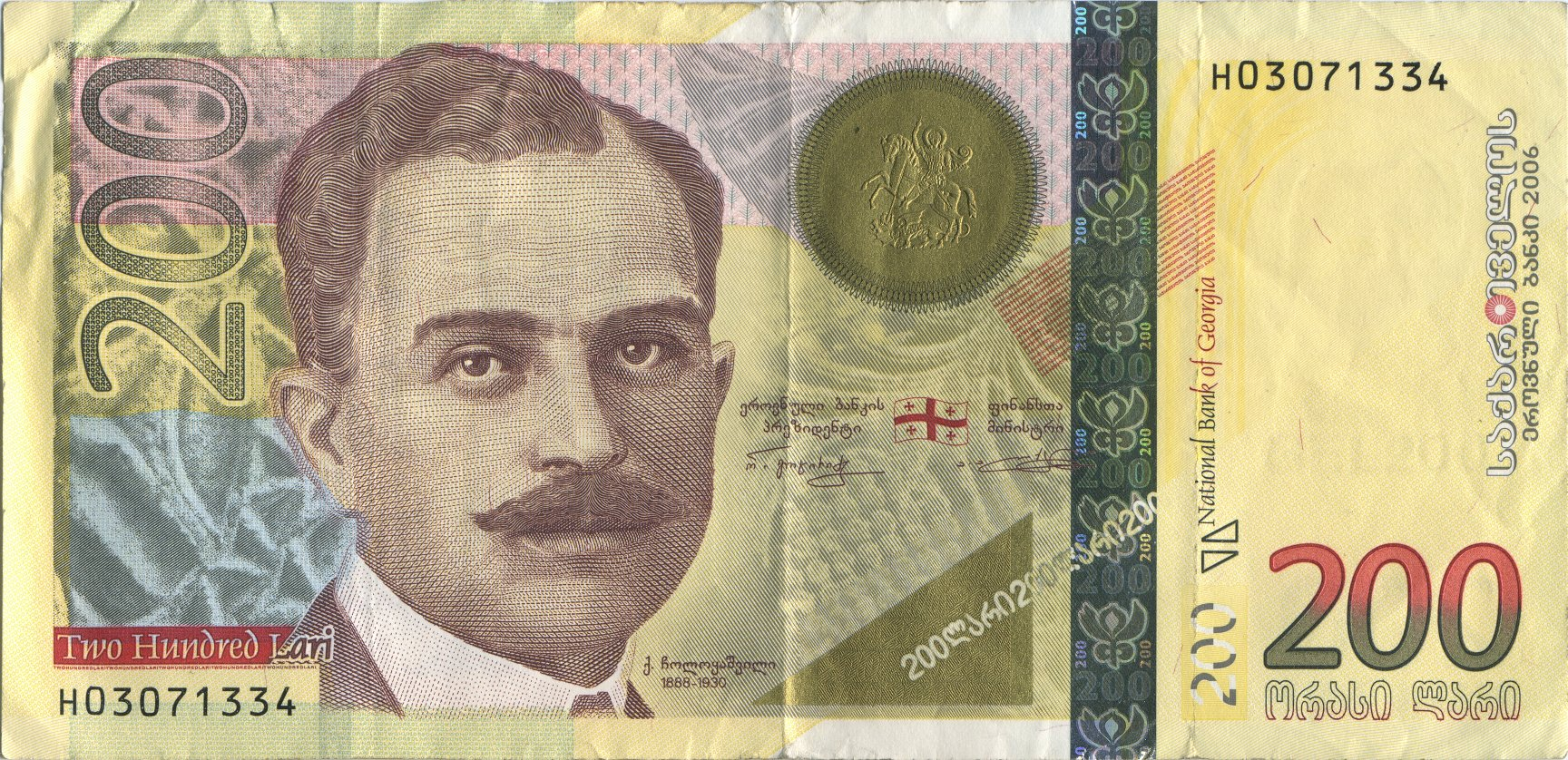
Billet de banque de deux cents laris sur lequel figure le portrait de Kakoutsa Tcholokhachvili.

Des années 1920 aux années 1970, le nom de Tcholokhachvili a été expurgé de l’histoire géorgienne, comme d’ailleurs ceux des autres personnalités de la République démocratique de Géorgie. Avec la montée du mouvement national pour l’indépendance des années 1980, il est apparu comme l’un des symboles du patriotisme et de la résistance à l’occupation soviétique. 
En 1990, Alexandre Sulkhanichvili, l’un de ses compagnons émigré, vient à Tbilissi rendre le drapeau de Kakoutsa Tcholokhachvili à une Géorgie en passe de redevenir indépendante. 
En 2005, le 21 novembre, sa dépouille est rapatriée et portée au panthéon de Mtatsminda, lors de funérailles d’État, devant plusieurs milliers de personnes.
En 2007, son effigie figure sur un billet de banque de deux cents laris. Kakoutsa Tcholokhachvili est aujourd’hui entré dans le cénacle des héros nationaux géorgiens.